# Torre de la Vall (Tavertet)
La Torre de la Vall es dreça al terme municipal de Tavertet (Osona), prop de la vila i al marge esquerre de la riera de Tavertet, sobre un penyal de 3 m que fa de sòcol, amb un mas adossat als seus peus. Fou anomenada també la Torre de la Guàrdia.

## Història

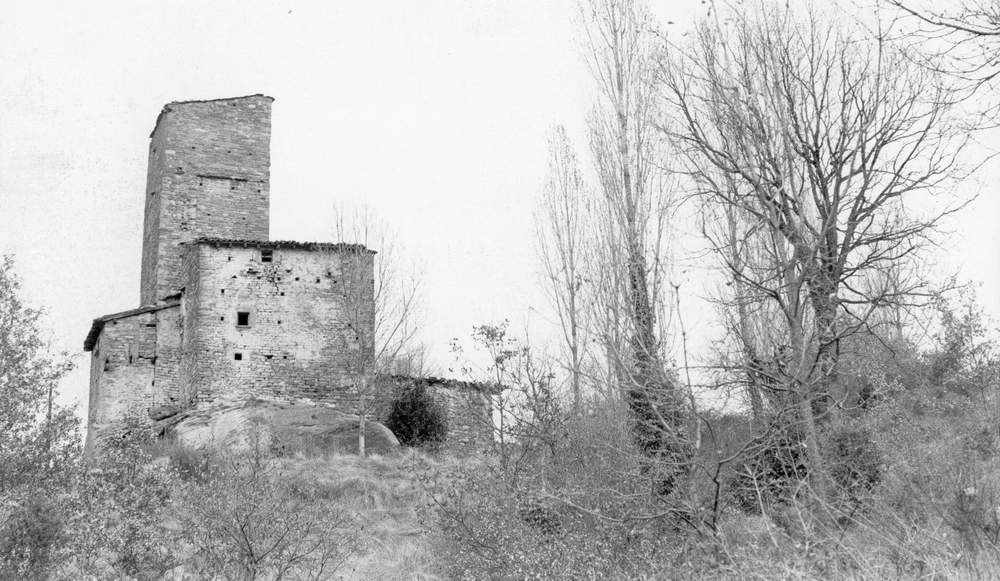
Fotografia de 1974

Masia del segle xvii, adossada a una antiga torre de guarda i defensa, funció que corrobora l'indret on fou bastida, al nord del poble, on es domina tot l'entorn. És original dels segles XIII-XIV. La base sembla del segle xiii, i la resta del XIV. En documents antics, se cita la Torre de la Vall com si hi hagués dues cases com a mínim, que semblaria haver constituït el primer nucli habitat de Tavertet. En aquest indret s'han trobat també restes de la vila romana.

## Arquitectura

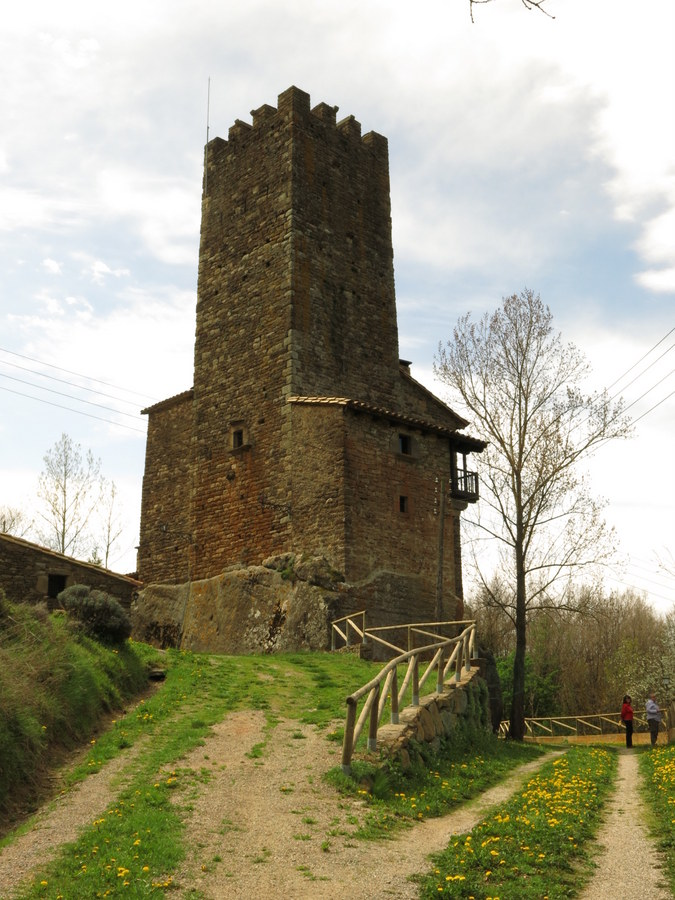
Torre de la Vall

Conjunt format per una torre de defensa medieval i una masia del segle xvii. Són dos volums ben diferenciats, però formen un conjunt compacte edificat damunt d'un rocam d'uns 3 m, que li serveix de primera defensa. La torre té la planta quadrada (5 x 5 m), uns 20 m d'alçada i els murs de 100 cm de gruix. Originàriament tenia unes portes a la façana sud, convertides posteriorment en finestres, que donaven entrada per l'exterior. Una part de les obertures són cobertes per la masia. Està formada per cinc pisos, la coberta i els merlets del terrat. La planta baixa està afermada directament a la roca, és molt reforçada, no té obertures i es cobreix amb volta de canó apuntada. La masia està annexada a les façanes sud i oest. És coberta a dos vessants amb el carener perpendicular a la façana, situada a migdia, i la seva planta està totalment condicionada per la forma del rocam. S'ha restaurat molt i hi ha finestres d'altres construccions. Té una galeria annexada a la primera planta. A la façana nord, hi ha un petit balcó. Totes les obertures tenen els emmarcaments de pedra picada. A la façana principal hi ha una finestra amb la data 1667.